# Джордж Армстронг (футболіст)
Джордж Армстронг (англ. George Armstrong, 9 серпня 1944, Геббурн — 1 листопада 2000, Гемел-Гемпстед) — англійський футболіст, що грав на позиції півзахисника насамперед за лондонський «Арсенал». По завершенні ігрової кар'єри — тренер.

## Ігрова кар'єра
У дорослому футболі дебютував 1961 року виступами за команду «Арсенал», в якій провів шістнадцять сезонів, взявши участь у 500 матчах чемпіонату. Загалом провів за «канонірів» 621 гру в усіх турнірах, що на той час було клубним рекордом. Був гравцем основного складу команди, яка 1971 року зробила «золотий дубль», вигравши чемпіонат і Кубок Англії.
Залишивши «Арсенал» у 1977 році, провів по одному сезону в «Лестер Сіті» та «Стокпорт Каунті».
Згодом у 1980–1981 роках повертався на футбольне поле як граючий тренер норвезького «М'єлнера».

## Кар'єра тренера
Завершивши ігрову кар'єру, тренував команду «Ендербі Таун», після чого був запрошений до Норвегії, де у 1980–1981 роках був граючим тренером «М'єлнера».
Згодом у 1988–1989 рока очолював тренерський штаб національної збірної Кувейту.
Повернувшись на батьківщину, 1990 року отримав місце тренера команди дублерів рідного «Арсенала». Працював на цій посаді понад десять років, до своєї передчасної смерті.
31 жовтня 2000 року безпосередньо під час тренування знепритомнів унаслідок геморагічного інсульту. Був доправлений до лікарні в місті Гемел-Гемпстед, де й помер наступного ранку на 57-му році життя.

## Титули і досягнення
- Чемпіон Англії (1):

«Арсенал»: 1970-1971
- Володар Кубка Англії з футболу (1):

«Арсенал»: 1970-1971
- Володар Кубка ярмарків (1):

«Арсенал»: 1969-1970